# Jonathan Tah
Jonathan Glao Tah (Hamburg, 11 februari 1996) is een Duits voetballer die doorgaans als centrale verdediger speelt. Hij verruilde Bayer Leverkusen in de zomer van 2025 na tien jaar voor Bayern München. Tah debuteerde in 2016 als international in het Duits voetbalelftal.

## Clubcarrière

### Hamburger SV
Tah speelde in de jeugd van SC Concordia Hamburg en Altona 93. Op tienjarige leeftijd werd hij opgenomen in de jeugdopleiding van Hamburger SV. Hij debuteerde hiervoor op 4 augustus 2013 in het eerste elftal tijdens een wedstrijd in het toernooi om de DFB-Pokal tegen SV Schott Jena. Hij viel na 84 minuten in voor Heiko Westermann. Op 24 augustus 2013 debuteerde Tah in de Bundesliga, tegen Hertha BSC in het Olympiastadion in Berlijn. Enkele weken later veroverde hij een basisplaats. Op 28 november 2013 werd zijn contract verlengd tot medio 2018. Hij speelde 20 wedstrijden zijn debuutseizoen.
Hamburger SV verhuurde Tah gedurende het seizoen 2014/15 aan Fortuna Düsseldorf, dat uitkwam in de 2. Bundesliga. Daar kwam hij tot 23 wedstrijden. Vervolgens keerde hij terug bij HSV.

### Bayer Leverkusen
Tah tekende in juli 2015 een contract tot medio 2020 bij Bayer Leverkusen. Dat zou tussen de zeven en tien miljoen euro voor hem betalen aan Hamburger SV. Op 8 augustus maakte hij in de bekerwedstrijd tegen Sportfreunde Lotte zijn debuut voor Bayer Leverkusen. Op 16 september maakte hij met een 4-1 overwinning op BATE Borisov zijn debuut in de Champions League, waarin het derde werd in een poule met verder FC Barcelona en AS Roma. Vervolgens stroomde het door in de Europa League, waar het won van Sporting Clube de Portugal maar vervolgens verloor van Villarreal. Tah miste in zijn eerste seizoen slechts vijf van de vijftig wedstrijden dat seizoen.
In het seizoen 2016/17 miste hij een groot deel van de tweede seizoenshelft door een gescheurde spiervezel. Wel maakte hij op 28 januari 2017 in zijn 67'ste wedstrijd voor Bayer Leverkusen zijn eerste doelpunt. Op 10 maart 2019 speelde hij tegen Hannover 96 (3-2 overwinning) zijn 100'ste Bundesliga-wedstrijd namens Jonathan Tah. In het seizoen 2020/21 bereikte het aantal van 200 wedstrijden namens Bayer Leverkusen. Op 24 april 2021 was Tah voor het eerst aanvoerder van Bayer Leverkusen in een 3-1 overwinning op Eintracht Frankfurt. 
Op 11 mei 2023 speelde Tah in de halve finale van de Europa League zijn 300'ste wedstrijd voor Bayer Leverkusen, waarmee hij in een rijtje kwam van slechts twaalf spelers die dat aantal haalden namens Bayer, waaronder Sven Bender, Bernd Leno en Stefan Kießling. Het seizoen erop drong hij de toptien binnen van meeste wedstrijden namens Bayer. Hij begon dat seizoen goed, met twee goals in de eerste twee wedstrijden tegen RB Leipzig en Borussia Mönchengladbach. Dat seizoen deed Tah met Bayer Leverkusen een serieuze poging naar het kampioenschap. Eind maart 2024 had Leverkusen een aanzienlijke voorsprong op FC Bayern München, dat de vorige elf seizoenen de Bundesliga had gewonnen. Op 14 april won hij met Bayer de Bundesliga door Werder Bremen met 5-0 te verslaan. Ook won Tah met Leverkusen de DFB-Pokal door in de finale 1. FC Kaiserslautern te verslaan. Wel verloor het de Europa League van Atalanta Bergamo. Het was de eerste nederlaag van het seizoen en voorkwam een iconische ongeslagen treble.
Op 17 augustus won Tah de DFL-Supercup tegen VfB Stuttgart na strafschoppen, het was de derde prijs in vier maanden. Op 20 april 2025 maakte Tah bekend dat hij aan het einde van dat seizoen transfervrij zou vertrekken bij Bayer Leverkusen. Twee weken later scoorde hij tegen SC Freiburg in zijn 400'ste wedstrijd voor de club. Slechts vijf spelers in de clubgeschiedenis deden dat hem eerder voor. In totaal speelde hij 402 wedstrijden voor de club. 

### Bayern München
Op 29 mei maakte regerend landskampioen Bayern München bekend dat ze Tah transfervrij overnamen. Hij tekende voor vier seizoenen, tot de zomer van 2029, bij Bayern. Hij maakte op 15 juni zijn debuut voor Bayern in het WK voor clubs 2025 tegen Auckland City, dat met 10-0 werd verslagen. Hij gaf met zijn hoofd de assist op de 1-0 van Kingsley Coman. 

## Clubstatistieken
| Seizoen | Club                 | Competitie    | Competitie | Competitie | Beker | Beker | Internationaal | Internationaal | Totaal | Totaal |
| Seizoen | Club                 | Competitie    | Wed.       | Dlp.       | Wed.  | Dlp.  | Wed.           | Dlp.           | Wed.   | Dlp.   |
| ------- | -------------------- | ------------- | ---------- | ---------- | ----- | ----- | -------------- | -------------- | ------ | ------ |
| 2013/14 | Hamburger SV         | Bundesliga    | 16         | 0          | 4     | 0     | —              | —              | 20     | 0      |
| 2014/15 | → Fortuna Düsseldorf | 2. Bundesliga | 23         | 0          | 0     | 0     | —              | —              | 23     | 0      |
| 2015/16 | Bayer Leverkusen     | Bundesliga    | 29         | 0          | 4     | 0     | 12             | 0              | 45     | 0      |
| 2016/17 | Bayer Leverkusen     | Bundesliga    | 19         | 1          | 2     | 0     | 5              | 0              | 26     | 1      |
| 2017/18 | Bayer Leverkusen     | Bundesliga    | 28         | 0          | 5     | 0     | —              | —              | 33     | 0      |
| 2018/19 | Bayer Leverkusen     | Bundesliga    | 33         | 3          | 2     | 0     | 3              | 0              | 38     | 3      |
| 2019/20 | Bayer Leverkusen     | Bundesliga    | 25         | 0          | 5     | 0     | 9              | 0              | 39     | 0      |
| 2020/21 | Bayer Leverkusen     | Bundesliga    | 27         | 1          | 1     | 0     | 7              | 0              | 35     | 1      |
| 2021/22 | Bayer Leverkusen     | Bundesliga    | 33         | 2          | 1     | 0     | 8              | 0              | 42     | 2      |
| 2022/23 | Bayer Leverkusen     | Bundesliga    | 33         | 1          | 0     | 0     | 14             | 0              | 47     | 1      |
| 2023/24 | Bayer Leverkusen     | Bundesliga    | 31         | 4          | 6     | 2     | 11             | 0              | 48     | 6      |
| 2024/25 | Bayer Leverkusen     | Bundesliga    | 33         | 3          | 6     | 1     | 10             | 0              | 49     | 4      |
| 2024/25 | Bayern München       | Bundesliga    | 0          | 0          | 0     | 0     | 1              | 0              | 1      | 0      |
| Totaal  | Totaal               | Totaal        | 330        | 15         | 37    | 3     | 80             | 0              | 447    | 18     |

## Interlandcarrière
Aangezien zijn vader uit de Ivoorkust afkomstig is, beschikt Tah over zowel de Duitse als de Ivoriaanse nationaliteit. Hij speelde onder meer dertien interlands voor Duitsland –17. Op 3 september 2015 maakte hij zijn debuut in het hoogste jeugdelftal, het Duits voetbalelftal onder 21 in een vriendschappelijke wedstrijd tegen Denemarken –21. Duitsland won met 2–1; Tah verving na rust Niklas Stark. Onder leiding van bondscoach Joachim Löw maakte hij zijn debuut voor het Duits voetbalelftal op zaterdag 26 maart 2016 in het oefenduel tegen Engeland (2–3) in Berlijn. Hij viel in die wedstrijd na 45 minuten in voor Mats Hummels.
Met het Duits elftal nam Tah in 2016 deel aan het Europees kampioenschap voetbal in Frankrijk. Duitsland werd in de halve finale uitgeschakeld door Frankrijk (0–2), na in de eerdere twee knock-outwedstrijden Slowakije (3–0) en Italië (1–1, 6–5 na strafschoppen) te hebben verslagen. 
Vanaf september 2023 werd Tah onder bondscoach Julian Nagelsmann een vast koppeltje centraal achterin met Antonio Rüdiger. Tah werd op 8 juni 2024 door Julian Nagelsmann opgenomen in de Duitse selectie voor het EK 2024 in eigen land. Duitsland werd groepswinnaar in een groep met Schotland, Hongarije en Zwitserland en won in de achtste finales van Denemarken (2–0), maar werd in de kwartfinales na een verlenging uitgeschakeld door Spanje (2–1). Tah kwam op het toernooi in vier wedstrijden in actie.
| Interlands van Jonathan Tah voor Duitsland | Interlands van Jonathan Tah voor Duitsland | Interlands van Jonathan Tah voor Duitsland | Interlands van Jonathan Tah voor Duitsland | Interlands van Jonathan Tah voor Duitsland | Interlands van Jonathan Tah voor Duitsland | Interlands van Jonathan Tah voor Duitsland |
| №                                          | Datum                                      | Wedstrijd                                  | Uitslag                                    | Soort wedstrijd                            | Doelpunten                                 |                                            |
| Als speler bij Bayer 04 Leverkusen         | Als speler bij Bayer 04 Leverkusen         | Als speler bij Bayer 04 Leverkusen         | Als speler bij Bayer 04 Leverkusen         | Als speler bij Bayer 04 Leverkusen         | Als speler bij Bayer 04 Leverkusen         | Als speler bij Bayer 04 Leverkusen         |
| ------------------------------------------ | ------------------------------------------ | ------------------------------------------ | ------------------------------------------ | ------------------------------------------ | ------------------------------------------ | ------------------------------------------ |
| 1.                                         | 26 maart 2016                              | Duitsland – Engeland                       | 2 – 3                                      | Vriendschappelijk                          |                                            |                                            |
| 2.                                         | 31 augustus 2016                           | Duitsland – Finland                        | 2 – 0                                      | Vriendschappelijk                          |                                            |                                            |
| 3.                                         | 15 november 2016                           | Italië – Duitsland                         | 0 – 0                                      | Vriendschappelijk                          |                                            |                                            |
| 4.                                         | 15 november 2018                           | Duitsland – Rusland                        | 3 – 0                                      | Vriendschappelijk                          |                                            |                                            |
| 5.                                         | 20 maart 2019                              | Duitsland – Servië                         | 1 – 1                                      | Vriendschappelijk                          |                                            |                                            |
| 6.                                         | 8 juni 2019                                | Wit-Rusland – Duitsland                    | 0 – 2                                      | Kwalificatie EK 2020                       |                                            |                                            |
| 7.                                         | 6 september 2019                           | Duitsland – Nederland                      | 2 – 4                                      | Kwalificatie EK 2020                       |                                            |                                            |
| 8.                                         | 9 september 2019                           | Noord-Ierland – Duitsland                  | 0 – 2                                      | Kwalificatie EK 2020                       |                                            |                                            |
| 9.                                         | 19 november 2019                           | Duitsland – Noord-Ierland                  | 6 – 1                                      | Kwalificatie EK 2020                       |                                            |                                            |
| 10.                                        | 6 september 2020                           | Zwitserland – Duitsland                    | 1 – 1                                      | Nations League 2020/21                     |                                            |                                            |
| 11.                                        | 7 oktober 2020                             | Duitsland – Turkije                        | 3 – 3                                      | Vriendschappelijk                          |                                            |                                            |
| 12.                                        | 11 november 2020                           | Duitsland – Tsjechië                       | 1 – 0                                      | Vriendschappelijk                          |                                            |                                            |
| 13.                                        | 17 november 2020                           | Spanje – Duitsland                         | 6 – 0                                      | Nations League 2020/21                     |                                            |                                            |
| 14.                                        | 14 november 2021                           | Armenië – Duitsland                        | 1 – 4                                      | Kwalificatie WK 2022                       |                                            |                                            |
| 15.                                        | 26 maart 2022                              | Duitsland – Israël                         | 2 – 0                                      | Vriendschappelijk                          |                                            |                                            |
| 16.                                        | 14 juni 2022                               | Duitsland – Italië                         | 5 – 2                                      | Nations League 2022/23                     |                                            |                                            |
| 17.                                        | 12 september 2023                          | Duitsland – Frankrijk                      | 2 – 1                                      | Vriendschappelijk                          |                                            |                                            |
| 18.                                        | 14 oktober 2023                            | Verenigde Staten – Duitsland               | 1 – 3                                      | Vriendschappelijk                          |                                            |                                            |
| 19.                                        | 18 oktober 2023                            | Mexico – Duitsland                         | 2 – 2                                      | Vriendschappelijk                          |                                            |                                            |
| 20.                                        | 18 november 2023                           | Duitsland – Turkije                        | 2 – 3                                      | Vriendschappelijk                          |                                            |                                            |
| 21.                                        | 21 november 2023                           | Oostenrijk – Duitsland                     | 2 – 0                                      | Vriendschappelijk                          |                                            |                                            |
| 22.                                        | 23 maart 2024                              | Frankrijk – Duitsland                      | 0 – 2                                      | Vriendschappelijk                          |                                            |                                            |
| 23.                                        | 26 maart 2024                              | Duitsland – Nederland                      | 2 – 1                                      | Vriendschappelijk                          |                                            |                                            |
| 24.                                        | 3 juni 2024                                | Duitsland – Oekraïne                       | 0 – 0                                      | Vriendschappelijk                          |                                            |                                            |
| 25.                                        | 7 juni 2024                                | Duitsland – Griekenland                    | 2 – 1                                      | Vriendschappelijk                          |                                            |                                            |
| 26.                                        | 14 juni 2024                               | Duitsland – Schotland                      | 5 – 1                                      | EK 2024                                    |                                            |                                            |
| 27.                                        | 19 juni 2024                               | Duitsland – Hongarije                      | 2 – 0                                      | EK 2024                                    |                                            |                                            |
| 28.                                        | 23 juni 2024                               | Duitsland – Zwitserland                    | 1 – 1                                      | EK 2024                                    |                                            |                                            |
| 29.                                        | 5 juli 2024                                | Duitsland – Spanje                         | 1 – 2 (n.v.)                               | EK 2024                                    |                                            |                                            |
| 30.                                        | 7 september 2024                           | Duitsland – Hongarije                      | 5 – 0                                      | Nations League 2024/25                     |                                            |                                            |
| 31.                                        | 10 september 2024                          | Nederland – Duitsland                      | 2 – 2                                      | Nations League 2024/25                     |                                            |                                            |
| 32.                                        | 11 oktober 2024                            | Bosnië en Herzegovina – Duitsland          | 1 – 2                                      | Nations League 2024/25                     |                                            |                                            |
| 33.                                        | 16 november 2024                           | Duitsland – Bosnië en Herzegovina          | 7 – 0                                      | Nations League 2024/25                     |                                            |                                            |
| 34.                                        | 20 maart 2025                              | Italië – Duitsland                         | 1 – 2                                      | Nations League 2024/25                     |                                            |                                            |
| 35.                                        | 23 maart 2025                              | Duitsland – Italië                         | 3 – 3                                      | Nations League 2024/25                     |                                            |                                            |
| 36.                                        | 4 juni 2025                                | Duitsland – Portugal                       | 1 – 2                                      | Nations League 2024/25                     |                                            |                                            |
| 37.                                        | 8 juni 2025                                | Duitsland – Frankrijk                      | 0 – 2                                      | Nations League 2024/25                     |                                            |                                            |
| Als speler bij Bayern München              |                                            |                                            |                                            |                                            |                                            |                                            |

Bijgewerkt op 29 mei 2025.

## Erelijst
| Kampioen Bundesliga | 1× | 2023/24 |
| DFB-Pokal           | 1x | 2023/24 |
| DFL-Supercup        | 1x | 2024    |